# 南華盛頓 (印第安納州)
南華盛頓（英語：South Washington）是位於美國印地安納州戴維斯縣的一個非建制地區。該地的面積和人口皆未知。

## 地理
南華盛頓的座標為38°38′05″N 87°10′43″W / 38.63472°N 87.17861°W，而該地的平均海拔高度為147米（即482英尺）。